# Орменіш (Алба)
Орменіш (рум. Ormeniș) — село у повіті Алба в Румунії. Входить до складу комуни Міреслеу.
Село розташоване на відстані 286 км на північний захід від Бухареста, 37 км на північ від Алба-Юлії, 43 км на південь від Клуж-Напоки.

## Населення
За даними перепису населення 2002 року у селі проживали 118 осіб, усі — румуни. Усі жителі села рідною мовою назвали румунську.